# Erik Durm
Erik Durm (Pirmasens, Németország, 1992. május 12. –) német válogatott labdarúgó, az SG Rieschweiler játékosa.

## Pályafutása

### Klubcsapatokban

#### Fiatal évei
1998-ban kezdett megismerkedni a labdarúgással az SG Rieschweiler csapatában. 2008-ban az 1. FC Saarbrücken akadémiájára került, ahol az ifjúsági liga gólkirálya lett a 2009–2010-es szezonban 13 góllal. 2010 júliusában az 1. FSV Mainz 05 akadémiájára igazolt, ahol csapatával megnyerte a 2010–11-es Ifjúsági ligakupát. 2010. december 4-én debütált a tartalék együttesben az SV Elversberg csapata ellen.
A következő szezonban a tartalék csapatban az első 7 fordulóban szerzett 7 gólt. Az Eintracht Trier csapata ellen duplázott is. A szezont 13 góllal zárta, majd 2012 januárjában profi szerződést kötött a Borussia Dortmund csapatával, miután a Mainz 05 szerződését visszautasította.

#### Borussia Dortmund
A 2012–13-as szezonban a Borussia Dortmund második csapatában kapott lehetőséget a 3. Ligában. 2014-ig írta alá a szerződését. 2012. július 1-jén debütált hivatalosan az VfL Osnabrück ellen. A 2013–14-es szezonban már a felnőtt keret tagja lett és 2017-ig meghosszabbították a szerződését. 2013. augusztus 10-én Robert Lewandowski cseréjeként debütált a 87. percben az FC Augsburg ellen 4–0-ra megnyert bajnoki mérkőzésen. A Bajnokok Ligájában az Olympique de Marseille ellen debütált.

### A válogatottban

#### Ifjúsági
2011-ben tagja volt a Német U19-es válogatottnak és a Német U20-as válogatottnak is. Az U19-es válogatottban május 31-én debütált Christian Ziege szövetségi kapitány irányítása alatt a Magyar U19-es labdarúgó-válogatott ellen, ahol 2 gólt is szerzett. November 12-én az U20-as válogatottban is debütált a Lengyel U20-as labdarúgó-válogatott ellen. 2013. augusztus 13-án debütált a Német U21-es labdarúgó-válogatottban a Francia U21-es labdarúgó-válogatott elleni 0–0-ra végződő mérkőzésen.

#### Felnőtt
2014 májusában a Német labdarúgó-válogatott szövetségi kapitánya Joachim Löw nevezte a 2014-es labdarúgó-világbajnokságra készülő 30 fős keretébe. Június 1-jén debütált a válogatottban a Kameruni labdarúgó-válogatott elleni 2–2-re végződő felkészülési mérkőzésen. Másnap Joachim Löw kihirdette a világbajnokságra utazó 23 fős keretet, amiben Erik szerepelt, így utazhat a válogatottal Brazíliába. 2014. július 13-án a német válogatott tagjaként világbajnoki aranyérmet szerzett. Kevin Großkreutz és Matthias Ginter társaságában a világbajnokságon egy mérkőzésen sem léptek pályára.

## Statisztika

### Klubcsapatokban
| Klub                 | Szezon           | Bajnokság         | Bajnokság | Bajnokság | Kupa  | Kupa  | Nemzetközi | Nemzetközi | Egyéb | Egyéb | Összes | Összes |
| Klub                 | Szezon           | Liga              | Mérk.     | Gólok     | Mérk. | Gólok | Mérk.      | Gólok      | Mérk. | Gólok | Mérk.  | Gólok  |
| -------------------- | ---------------- | ----------------- | --------- | --------- | ----- | ----- | ---------- | ---------- | ----- | ----- | ------ | ------ |
| Mainz 05 II          | 2010–11          | Regionalliga West | 1         | 0         | —     | —     | —          | —          | —     | —     | 1      | 0      |
| Mainz 05 II          | 2011–12          | Regionalliga West | 32        | 13        | —     | —     | —          | —          | —     | —     | 32     | 13     |
| Mainz 05 II          | Összesen         | Összesen          | 33        | 13        | —     | —     | —          | —          | —     | —     | 33     | 13     |
| Borussia Dortmund II | 2012–13          | 3. Liga           | 28        | 2         | —     | —     | —          | —          | —     | —     | 28     | 2      |
| Borussia Dortmund II | 2013–14          | 3. Liga           | 2         | 0         | —     | —     | —          | —          | —     | —     | 2      | 0      |
| Borussia Dortmund II | 2014–15          | 3. Liga           | 2         | 0         | —     | —     | —          | —          | —     | —     | 2      | 0      |
| Borussia Dortmund II | Összesen         | Összesen          | 32        | 2         | —     | —     | —          | —          | —     | —     | 32     | 2      |
| Borussia Dortmund    | 2013–14          | Bundesliga        | 19        | 0         | 3     | 0     | 7          | 0          | 0     | 0     | 29     | 0      |
| Borussia Dortmund    | 2014–15          | Bundesliga        | 18        | 1         | 4     | 0     | 5          | 0          | 1     | 0     | 28     | 1      |
| Borussia Dortmund    | 2015–16          | Bundesliga        | 14        | 1         | 3     | 0     | 3          | 0          | —     | —     | 20     | 1      |
| Borussia Dortmund    | 2016–17          | Bundesliga        | 13        | 0         | 3     | 0     | 4          | 0          | 0     | 0     | 20     | 0      |
| Borussia Dortmund    | 2017–18          | Bundesliga        | 0         | 0         | 0     | 0     | 0          | 0          | 0     | 0     | 0      | 0      |
| Borussia Dortmund    | Összesen         | Összesen          | 64        | 2         | 13    | 0     | 19         | 0          | 1     | 0     | 97     | 2      |
| Huddersfield Town    | 2018–19          | Premier League    | 28        | 0         | 1     | 0     | —          | —          | 1     | 0     | 30     | 0      |
| Eintracht Frankfurt  | 2019–20          | Bundesliga        | 9         | 0         | 2     | 0     | 4          | 0          | —     | —     | 15     | 0      |
| Eintracht Frankfurt  | 2020–21          | Bundesliga        | 21        | 1         | 1     | 0     | —          | —          | —     | —     | 22     | 1      |
| Eintracht Frankfurt  | 2021–22          | Bundesliga        | 7         | 0         | 0     | 0     | 2          | 0          | —     | —     | 9      | 0      |
| Eintracht Frankfurt  | Összesen         | Összesen          | 37        | 1         | 3     | 0     | 6          | 0          | —     | —     | 46     | 1      |
| 1. FC Kaiserslautern | 2022–23          | 2. Bundesliga     | 27        | 0         | 1     | 0     | —          | —          | —     | —     | 28     | 0      |
| 1. FC Kaiserslautern | 2023–24          | 2. Bundesliga     | 4         | 0         | 2     | 0     | —          | —          | —     | —     | 6      | 0      |
| 1. FC Kaiserslautern | Összesen         | Összesen          | 31        | 0         | 3     | 0     | 6          | 0          | —     | —     | 34     | 0      |
| Karrier összesen     | Karrier összesen | Karrier összesen  | 225       | 18        | 20    | 0     | 25         | 0          | 2     | 0     | 272    | 18     |

Jegyzetek
1. 1 2 3  Mérkőzése(i) a Bajnokok Ligájában
2. ↑  Mérkőzése(i) a Német Szuperkupában
3. 1 2 3  Mérkőzése(i) az Európa Ligában
4. ↑  Mérkőzése(i) az Angol Ligakupában

### A válogatottban
| Németország | Németország | Németország |
| Év          | Mérk.       | Gólok       |
| ----------- | ----------- | ----------- |
| 2014        | 7           | 0           |
| Összesen    | 7           | 0           |

## Sikerei, díjai

### Klubcsapatokban
- Borussia Dortmund
  - Német szuperkupa-győztes: 2013, 2014
  - Német kupagyőztes: 2016–17

- Eintracht Frankfurt
  - Európa-liga-győztes: 2021–22

- 1. FC Kaiserslautern
  - Német kupa ezüstérmes: 2023–24

### A válogatottban
- Németország
  - Labdarúgó-világbajnokság:
    - Aranyérmes: 2014

## További információ(k)

#### Közösségi platformok
- Erik Durm a Facebookon
- Erik Durm az Instagramon

#### Egyéb weboldalak
- Erik Durm (angol nyelven). worldfootball.net
- Erik Durm (angol nyelven). national-football-teams.com
- Erik Durm (német nyelven). fussballdaten.de
- Erik Durm (német nyelven). bvb.de
- Erik Durm (angol nyelven). fifa.com. [2017. július 7-i dátummal az eredetiből archiválva]. (Hozzáférés: 2017. június 17.)
- Erik Durm (angol nyelven). uefa.com
- Erik Durm adatlapja a Transfermarkt oldalán (angolul)
- Erik Durm adatlapja a Soccerway oldalon (angolul)
- Erik Durm adatlapja a Kicker oldalán (németül)
- Erik Durm adatlapja a FuPa.net oldalán (németül)